# Isola di Fondra
Isola di Fondra är en ort och kommun i provinsen Bergamo i regionen Lombardiet i Italien. Kommunen hade 173 invånare (2018).